# Ангели бізнесу
А́нгели бі́знесу або бізнес-ангели (англ. Angel Investors, англ. business angels, також відомі як неформальні інвестори) — це багаті люди, які вкладають кошти в бізнес стартапу, як правило в обмін на конвертований борг або частку в компанії. Існує тенденція до організації таких бізнес-ангелів у ангельські групи або ангельські мережі з метою обміну дослідженнями та формування пулів інвестиційного капіталу для поділу ризиків, а також для надання порад компаніям з їх портфелів. З огляду на те, що вони вкладають кошти на найбільш ранній стадії проєкту (після засновників), бізнес-ангели вкладають ресурси в проєкти, які мають можливість отримання вищого прибутку, ніж той, котрий можна одержати від традиційних інвестицій. Зазвичай вони є сполучною ланкою між стадією самофінансування бізнесу і стадією, коли підприємство має потребу в обсязі фінансування, що може запропонувати венчурний інвестор.

## Етимологія та походження
Термін «ангел» походить з Бродвею, де його використовували для багатих людей, які фінансували театральні постановки. 1978 року Вільям Ветцел (англ. William Wetzel), який тоді був професором Університету Нью-Гемпшира та засновником Центру венчурних досліджень цього університету, завершив дослідження, як підприємці в США шукають стартовий капітал, і почав використовувати термін «ангел» для опису інвесторів, які надавали такий стартовий капітал.
Бізнес-ангелами часто є власники чи керівники успішного бізнесу «на пенсії», які зацікавлені в такого виду інвестуванні з причин, які не обмежуються бажанням отримати прибуток. Такі причини можуть включати бажання бути на гребені хвилі поточного розвитку певного сектора бізнесу, менторство нового покоління підприємців та/або використання власного досвіду і соціальної мережі у форматі неповної зайнятості. Тому, додатково до коштів, бізнес-ангели часто можуть надати цінну управлінську пораду та важливі контакти.
Починаючи з кінця 1980-х, бізнес-ангели почали об'єднуватись в неформальні групи з метою взаємного/спільного використання потоку проєктів (англ. deal flow) та роботи з due diligence та об'єднання ресурсів для більших інвестицій. Ангельські групи як правило є місцевими організаціями, які складаються з 10-150 кваліфікованих інвесторів, що зацікавлені в інвестуванні на початковій стадії проєкту.
Оскільки відсутні публічні лістинги їх цінних паперів, приватні компанії зустрічаються з інвесторами-ангелами декількома шляхами, напр. по рекомендації довірених джерел таких інвесторів та інших бізнес-контактів; на інвестиційних конференціях та симпозіумах; та на зустрічах, організованих ангельськими групами, де проєктні компанії можуть отримати можливість зустрічі з інвестором віч-на-віч.